# Amalner
Amalner là một thành phố và là nơi đặt hội đồng đô thị (municipal council) của quận Jalgaon thuộc bang Maharashtra, Ấn Độ.

## Địa lý
Amalner có vị trí 18°56′B 75°20′Đ / 18,93°B 75,33°Đ Nó có độ cao trung bình là 700 mét (2296 feet).

## Nhân khẩu
Theo điều tra dân số năm 2001 của Ấn Độ, Amalner có dân số 91.456 người. Phái nam chiếm 52% tổng số dân và phái nữ chiếm 48%. Amalner có tỷ lệ 73% biết đọc biết viết, cao hơn tỷ lệ trung bình toàn quốc là 59,5%: tỷ lệ cho phái nam là 80%, và tỷ lệ cho phái nữ là 65%. Tại Amalner, 12% dân số nhỏ hơn 6 tuổi.